# Diagramma di Pareto

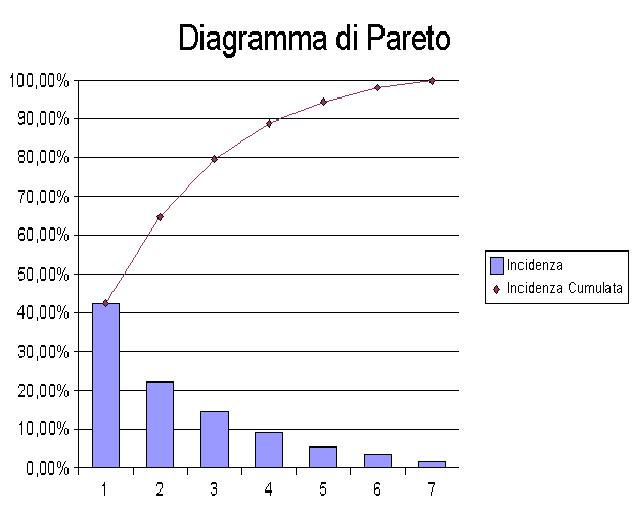
Esempio di diagramma di Pareto: i primi tre fattori (ad esempio difetti) hanno una incidenza dell'80% sul totale degli effetti (ad esempio reclami)

Il diagramma di Pareto è un grafico che rappresenta l'importanza delle differenze causate da un certo fenomeno. Esso contiene al suo interno un grafico a barre e un grafico a linea, dove ogni fattore è rappresentato da barre poste in ordine decrescente e la linea rappresenta invece una distribuzione cumulativa (detta curva di Lorenz).

## Descrizione
Questo tipo di grafico può aiutare a stabilire quali sono i maggiori fattori che hanno influenza su un dato fenomeno, ed è quindi un utile strumento nelle analisi, nei processi decisionali, nella gestione della qualità ed in numerosi altri settori.
Sfruttando queste osservazioni, è possibile analizzare un insieme di dati in modo da determinare le poche variabili (fra le tante in esame) che influenzano in modo significativo i risultati finali di un determinato fenomeno (analisi di Pareto).
Rappresenta uno strumento utile e consiste in un istogramma della distribuzione percentuale di un fenomeno, ordinato in senso decrescente, affiancato al grafico delle frequenze cumulate (curva di Lorenz).
La variabile in ordinata è continua, mentre la variabile in ascissa è discreta. Per la variabile in ascissa si calcola la numerosità relativa e si riporta nel grafico. Per questa variabile è improprio parlare di frequenza relativa, in quanto essa è "indifferenziata": ad esempio non si considera il numero di difetti, ma di "tipi" di difetti. Al contrario in ordinata non si considerano, ad esempio, i tipi dei reclami o se a certi difetti sono associati certi reclami, ma il numero di reclami complessivo.